# Lựu đạn

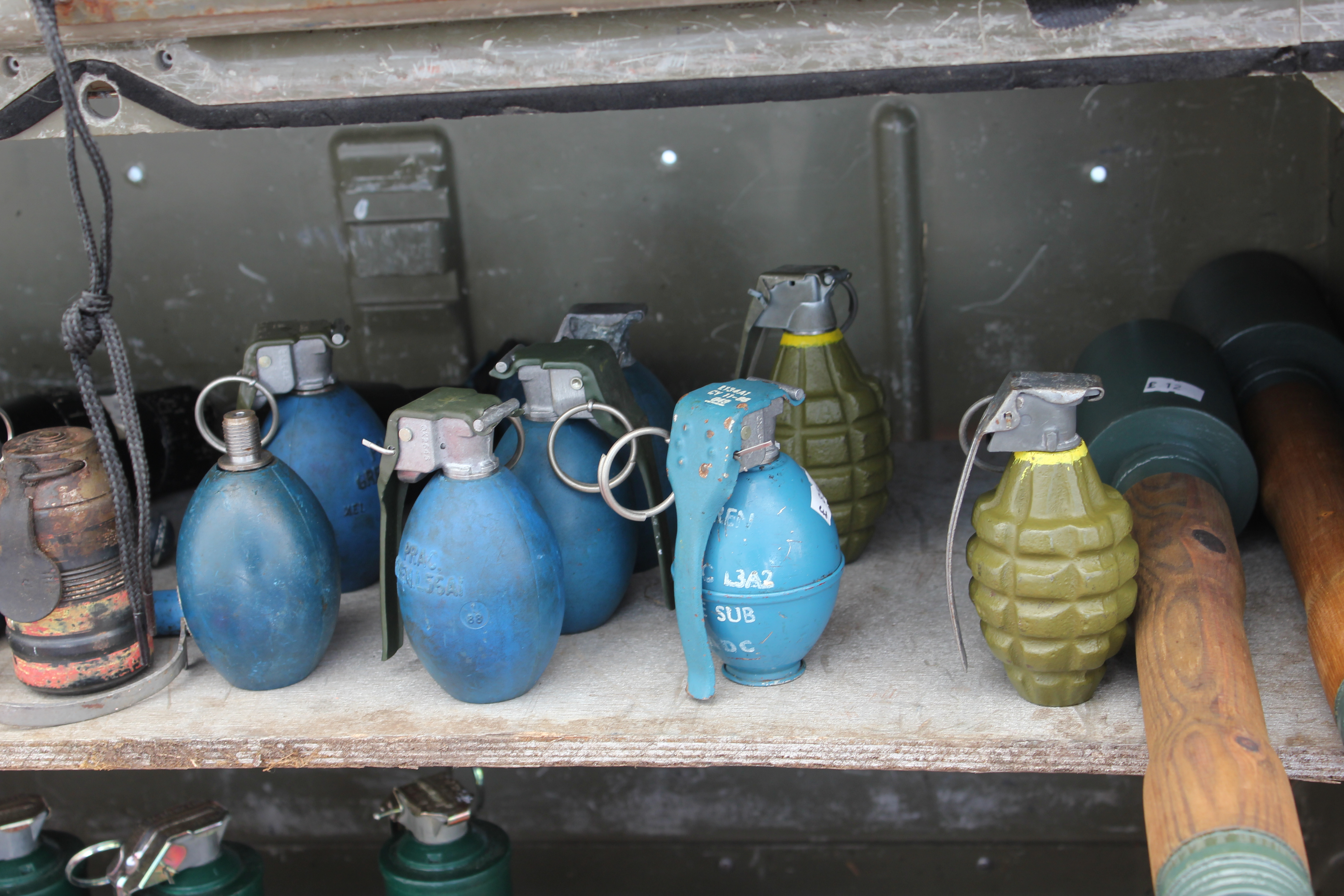
Bản sao lựu đạn Thế chiến II trưng bày

Lựu đạn là một vũ khí vỏ cứng nhỏ thường được ném bằng tay (còn gọi là lựu đạn cầm tay), nhưng cũng có thể chỉ đến loại đạn pháo (đạn nổ) bắn từ nòng súng trường (như lựu đạn súng trường) hoặc từ súng phóng lựu. Lựu đạn cầm tay hiện đại thường bao gồm một thuốc nổ ("chất nổ chính"), một cơ chế kíp nổ, một kim hỏa bên trong để kích hoạt kíp nổ, và một cơ chế an toàn để bảo đảm an toàn khi vận chuyển. Người sử dụng tháo chốt an toàn trước khi ném, và khi lựu đạn rời tay, cơ chế an toàn sẽ được kích hoạt, cho phép kim hỏa kích hoạt một kíp đánh lửa, đốt cháy thuốc nổ mồi, dẫn đến kích nổ kíp chính và gây nổ liều nổ chính.
Lựu đạn hoạt động bằng cách phân tán các mảnh vỡ (lựu đạn phân mảnh), sóng xung kích (nổ mạnh, chống tăng và lựu đạn gây choáng), hóa chất aerosol (khói và khí gas) hoặc lửa (lựu đạn gây cháy). Vỏ ngoài của lựu đạn, thường được làm từ hợp kim cứng như thép hoặc gang, được thiết kế để vỡ và phân mảnh khi nổ, tạo ra các mảnh vỡ (mảnh vỡ nhỏ và mảnh vụn) bay nhanh như các viên đạn. Trong lựu đạn hiện đại, một ma trận phân mảnh định hình sẵn bên trong lựu đạn thường được sử dụng, có thể là hình cầu, hình khối, dây hoặc dây có khía. Hầu hết các loại lựu đạn chống sinh lực (AP) được thiết kế để nổ sau một khoảng thời gian sau khi ném hoặc khi va chạm.
Lựu đạn thường có hình dạng cầu, trụ, bầu dục hoặc bầu dục cắt ngắn, và có kích thước phù hợp với tay của người trưởng thành trung bình. Một số loại lựu đạn được gắn trên cán và được gọi là "lựu đạn cán". Thiết kế dạng cán cung cấp đòn bẩy để ném xa hơn, nhưng phải đánh đổi bằng việc tăng trọng lượng và chiều dài, và đã được coi là lỗi thời ở các nước phương Tây từ thời kỳ Thế chiến II và Chiến tranh Lạnh. Một ngòi ma sát bên trong cán hoặc trên đỉnh đầu lựu đạn được sử dụng để kích hoạt ngòi nổ.

## Lịch sử

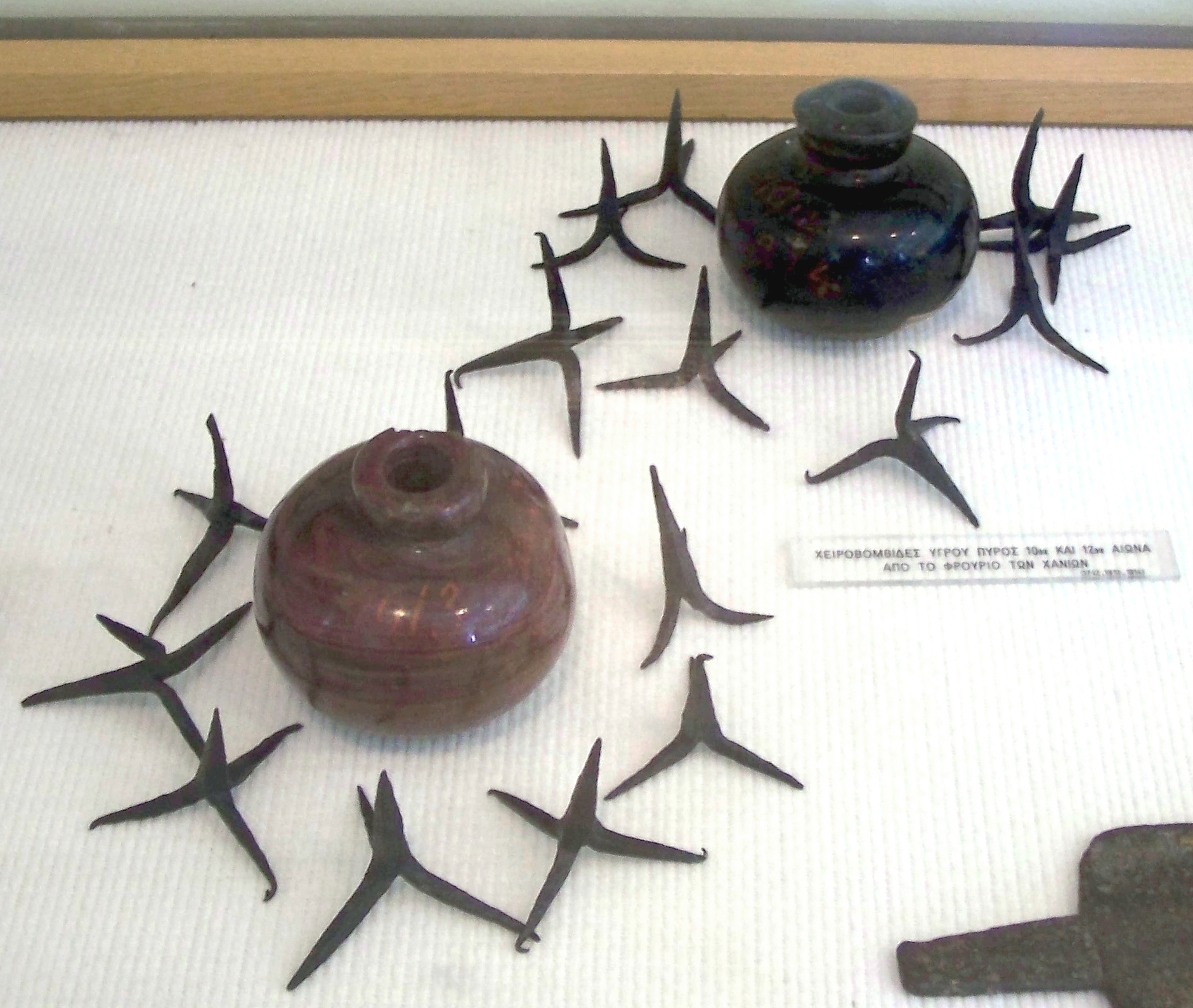
Lựu đạn cầm tay chứa đầy lửa Hy Lạp; được bao quanh bởi chông sắt (thế kỷ 10–12, Bảo tàng Lịch sử Quốc gia Hy Lạp, Athens, Hy Lạp)

### Thời kì tiền thuốc súng

Quân Mông Cổ sử dựng lựu đạn tấn công quân Nhật trong thời Nhà Nguyên

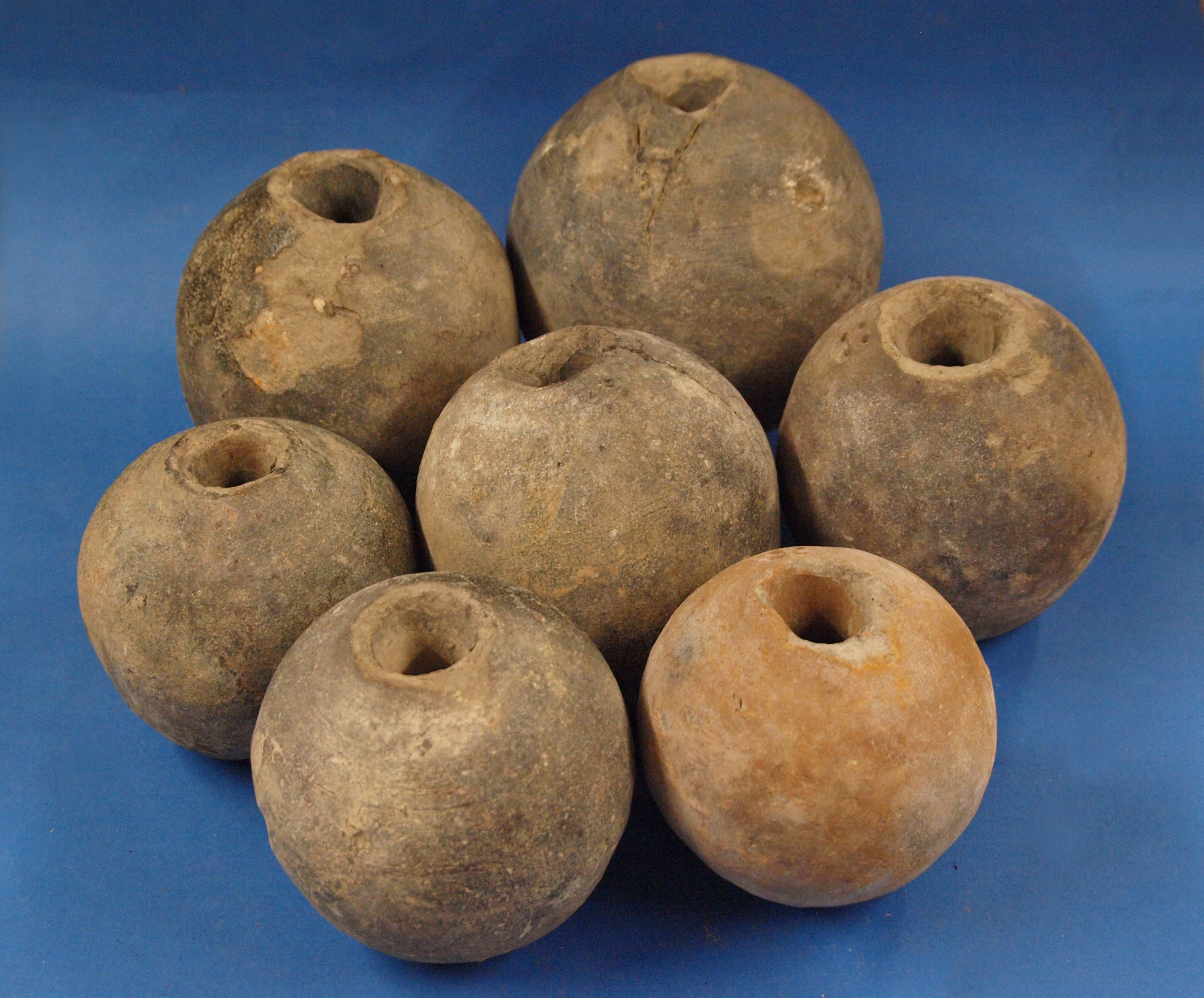
Lựu đạn vỏ gốm thế lỉ 17 được tìm thấy ở Ingolstadt, Đức

Những lựu đạn thô sơ ban đầu xuất hiện tại Đế chế Đông La Mã (Byzantine), không lâu sau triều đại của Leo III (717–741). Các binh sĩ Byzantine nhận ra rằng lửa Hy Lạp, một phát minh trước đó, không chỉ có thể được phun vào kẻ thù qua các ống phun lửa mà còn có thể được chứa trong các bình đá và bình gốm. Sau đó, bình thủy tinh cũng được sử dụng làm vỏ lựu đạn.

### Thời kỳ thuốc súng

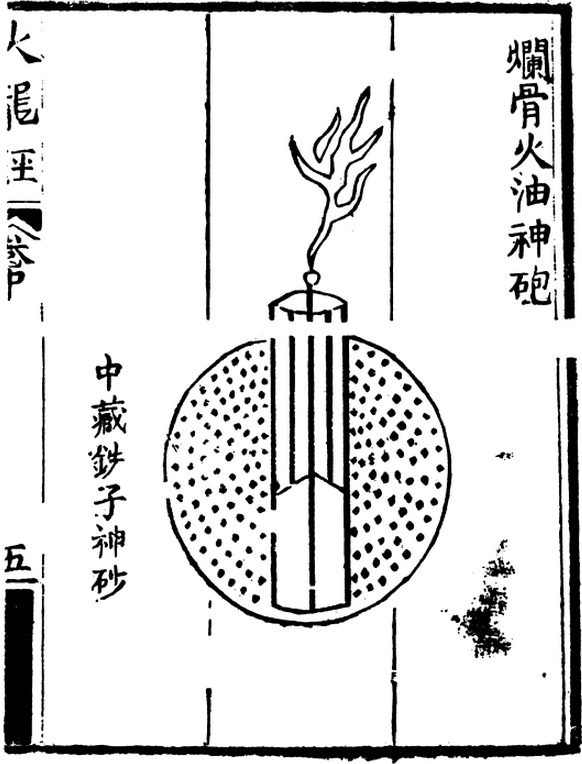
Hình minh họa một quả bom phân mảnh được gọi là 'Hỏa Long Kinh' (lan gu huo you shen pao) từ Huolongjing. Các chấm đen minh họa cho những viên bi sắt.

Ở Trung Quốc thời nhà Tống (960–1279), vũ khí được gọi là 'Chấn Thiên Lôi' (震天雷) được tạo ra khi các binh sĩ nhồi thuốc súng vào các bình gốm hoặc kim loại có gắn ngòi nổ. Một cuốn sách quân sự năm 1044, Wujing Zongyao (Tổng yếu binh thư), mô tả nhiều công thức thuốc súng khác nhau, trong đó có thể tìm thấy, theo Joseph Needham, nguyên mẫu của lựu đạn cầm tay hiện đại.
Các vỏ bom (pào) được làm từ sắt đúc, lớn như một cái bát và có hình dạng như một quả bóng. Bên trong chúng chứa nửa cân 'lửa thần thánh' (shén huǒ, thuốc súng). Chúng được bắn về phía trại địch từ một thiết bị phun (mu pào), và khi đến nơi, một âm thanh giống như tiếng sấm vang lên, kèm theo ánh sáng lóe sáng. Nếu mười quả bom này được bắn thành công vào trại địch, toàn bộ khu vực sẽ bốc cháy...

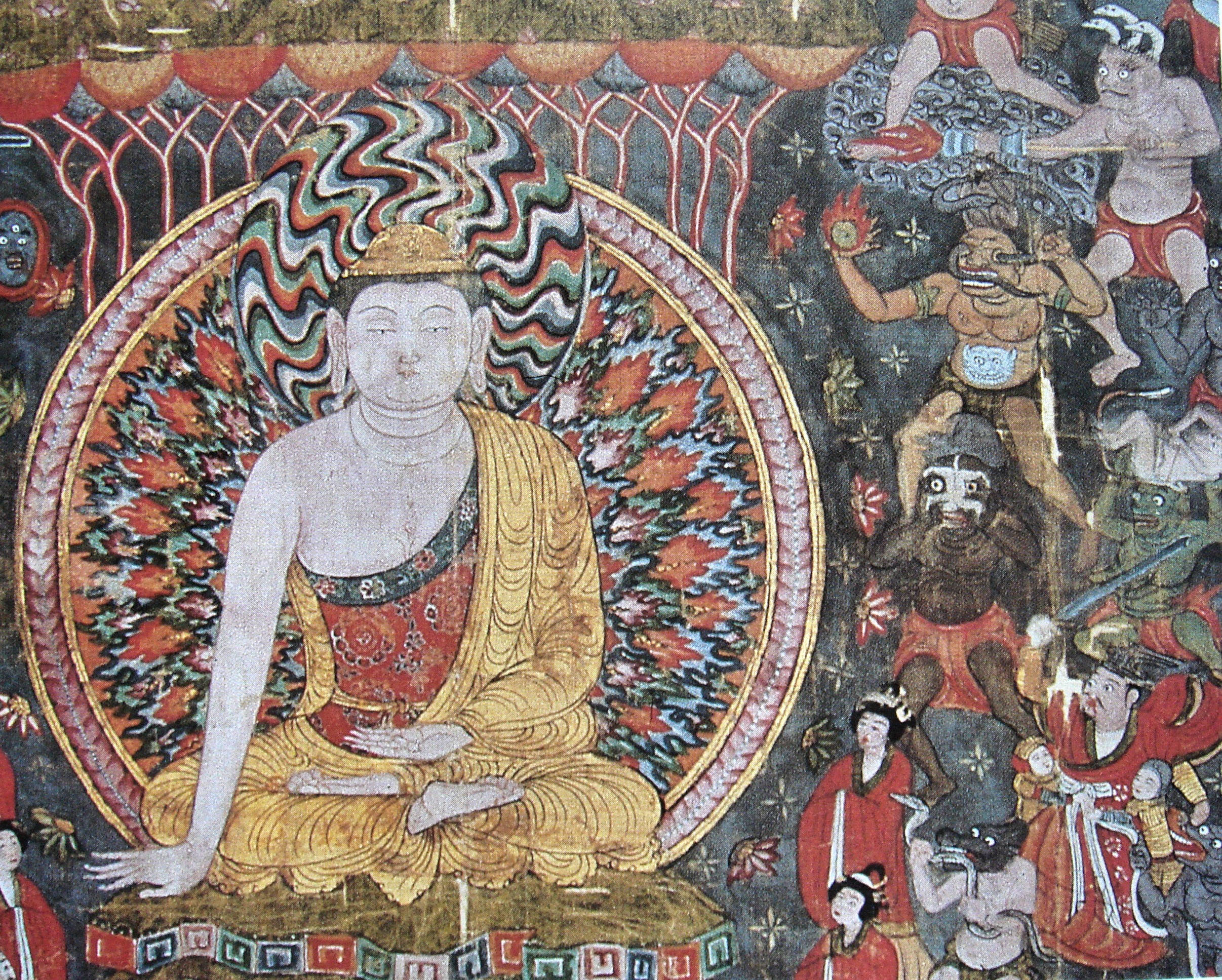
Hình minh họa sớm nhất về một khẩu súng (một hỏa thương) và một quả lựu đạn (góc trên bên phải), Đôn Hoàng, thế kỷ 10

Những thiết bị tương tự lựu đạn cũng được biết đến ở Ấn Độ cổ đại. Trong một cuốn sử học Ba Tư thế kỷ 12, Mojmal al-Tawarikh, một con voi đất nung chứa đầy chất nổ có gắn kíp nổ được đặt ẩn ở phía trước, và phát nổ khi quân đội xâm lược tiến gần.
Loại lựu đạn được gọi là 'bom sấm bay' (飛擊震天雷) được phát triển vào cuối thế kỷ 16 và lần đầu tiên được sử dụng vào ngày 1 tháng 9 năm 1592 bởi triều đại Joseon trong cuộc xâm lược Nhật Bản vào Triều Tiên. Lựu đạn này có đường kính 20 cm, nặng 10 kg, với vỏ bằng sắt đúc. Nó chứa các viên sắt và ngòi nổ có thể điều chỉnh được. Lựu đạn được sử dụng với một thiết bị phóng lựu chuyên dụng gọi là 'wangu' (碗口). Nó được sử dụng hiệu quả cả trong công phá và phòng thủ công sự.
Những quả bom và lựu đạn bằng gang đầu tiên xuất hiện ở châu Âu vào năm 1467, ban đầu được sử dụng trong việc bao vây và bảo vệ các lâu đài, công sự. Một kho lựu đạn gốm được phát hiện trong quá trình xây dựng trước một pháo đài ở thành phố Ingolstadt, Đức, có niên đại từ thế kỷ 17. Nhiều quả lựu đạn vẫn giữ nguyên lượng thuốc súng và ngòi nổ ban đầu. Chúng có khả năng đã bị vứt bỏ có chủ đích trong hào của pháo đài trước năm 1723.
Đến giữa thế kỷ 17, lực lượng bộ binh được gọi là "grenadiers" (lính ném lựu đạn) bắt đầu xuất hiện trong quân đội châu Âu, chuyên về chiến đấu cận chiến , chủ yếu sử dụng lựu đạn và chiến đấu bằng vũ khí cận chiến. Năm 1643, có khả năng các quả grenados đã được ném vào quân xứ Wales tại Holt Bridge, Wrexham trong Nội chiến Anh. Thuật ngữ grenade cũng được sử dụng trong các sự kiện liên quan đến Cách mạng Vinh quang năm 1688, nơi những quả lựu đạn sắt có kích thước bằng quả bóng cricket (chu vi 8,81 đến 9 in (224 đến 229 mm)) chứa thuốc súng và ngòi cháy chậm lần đầu tiên được sử dụng chống lại quân Jacobites trong các trận Killiecrankie và Glen Shiel.
Lựu đạn tự chế được sử dụng ngày càng nhiều từ giữa thế kỷ 19, khi không gian chật hẹp của các chiến hào tăng cường hiệu quả của những quả lựu đạn. Trong một lá thư gửi em gái mình, Đại tá Hugh Robert Hibbert đã mô tả một loại lựu đạn tự chế được quân đội Anh sử dụng trong Chiến tranh Crimea (1854–1856):
Chúng tôi có một phát minh mới để làm phiền những người bạn trong các hố của họ. Nó bao gồm việc đổ đầy thuốc nổ vào các chai nước soda rỗng, thêm những chiếc đinh xoắn cũ và bất kỳ vật sắc nhọn nào khác, sau đó nhét một đoạn dây thô vào làm ngòi, rồi châm lửa và ném nhanh vào hố của kẻ thù. Khi phát nổ, những mảnh vụn sắc nhọn sẽ bắn tung tóe vào các phần mềm của cơ thể.

Lựu đạn cầm tay cũng được sử dụng trong các trận hải chiến trong Chiến tranh Thái Bình Dương.
Trong Cuộc bao vây Mafeking thuộc Chiến tranh Boer lần thứ hai, lực lượng phòng thủ đã sử dụng cần câu và thiết bị lò xo cơ học để ném lựu đạn tự chế.
Lựu đạn tự chế đã được sử dụng hiệu quả bởi các lực lượng Nga bảo vệ Port Arthur (nay là Cảng Lüshun) trong Chiến tranh Nga-Nhật.

### Phát triển lựu đạn hiện đại

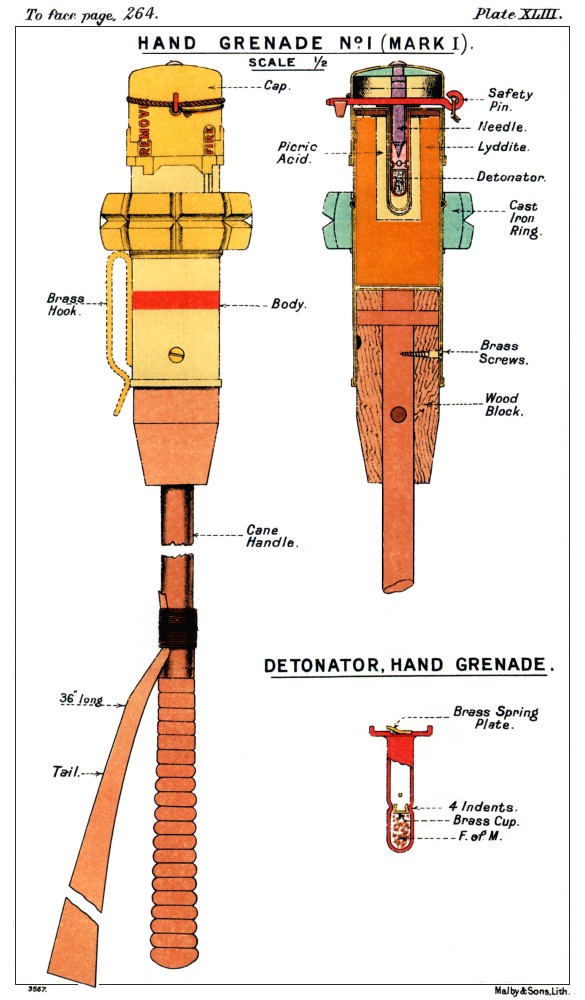
Một trong những loại lựu đạn hiện đại đầu tiên. Được sử dụng trong Quân đội Anh từ năm 1908, nhưng không hiệu quả trong các chiến hào của Chiến tranh thế giới thứ nhất và được thay thế bởi Mills bomb.

Vào đầu thế kỷ 20, các loại lựu đạn cầm ta thường có độ hiệu quả kém cũng như sự thiếu tin cậy trong sửu dụng khiến chúng bị coi là lỗi thời. Năm 1902, Bộ Chiến tranh Anh tuyên bố rằng lựu đạn cầm tay đã lỗi thời và không còn phù hợp với chiến tranh hiện đại. Tuy nhiên, chỉ trong vòng hai năm, sau thành công của lựu đạn tự chế trong các chiến hào của Chiến tranh Nga-Nhật, cùng các báo cáo từ Aylmer Haldane, một quan sát viên Anh tại cuộc chiến, việc đánh giá lại nhanh chóng được thực hiện và Hội đồng Quân nhu được chỉ đạo phát triển một loại lựu đạn cầm tay mới. Các mẫu sử dụng ngòi nổ va chạm đã được chế tạo, nhưng loại ngòi này gặp nhiều vấn đề khi sử dụng, và không được sản xuất hàng loạt.
Năm 1904, Serbia đã đưa vào sử dụng loại lựu đạn do Thiếu tá Miodrag Vasić thiết kế; nó được lấy cảm hứng một phần từ các bản sao của lựu đạn Bulgaria do Tổ chức Chetnik Serbia sản xuất.
Marten Hale, được biết đến với việc đăng ký bằng sáng chế lựu đạn súng trường Hales, đã phát triển một loại lựu đạn cầm tay hiện đại vào năm 1906 nhưng không thuyết phục được Quân đội Anh biên chế loại vũ khí này cho đến năm 1913. Đối thủ chính của Hale là Nils Waltersen Aasen, người đã phát minh ra thiết kế của mình vào năm 1906 tại Na Uy và được cấp bằng sáng chế ở Anh. Aasen bắt đầu các thí nghiệm phát triển lựu đạn khi đang phục vụ tại Pháo đài Oscarsborg. Ông thành lập công ty Aasenske Granatkompani ở Đan Mạch, công ty trước Chiến tranh thế giới thứ nhất đã sản xuất và xuất khẩu lựu đạn cầm tay với số lượng lớn khắp châu Âu. Aasen thành công trong việc tiếp thị vũ khí của mình cho người Pháp và được phong Hiệp sĩ của Quân đoàn Danh dự Pháp vào năm 1916 nhờ phát minh này.
Phòng Thí nghiệm Hoàng gia đã phát triển loại lựu đạn số 1 vào năm 1908. Loại này chứa chất nổ với một dải phân mảnh bằng sắt, với một ngòi nổ va chạm, phát nổ khi phần đầu lựu đạn chạm đất. Một tay cầm dài (khoảng 16 inch hoặc 40 cm) cho phép người sử dụng ném lựu đạn xa hơn khỏi phạm vi nổ.  Tuy nhiên, nó có nhược điểm là ngòi nổ va chạm được kích hoạt trước khi ném, điều này đồng nghĩa với việc nếu người sử dụng ở trong chiến hào hoặc không gian hẹp, họ có nguy cơ kích nổ và tự sát khi rút tay về để ném.
Trước khi Chiến tranh Balkan lần thứ hai bắt đầu, Tướng Serbia Stepa Stepanović đã ra lệnh thành lập các đội trang bị bom (bao gồm một hạ sĩ quan và 16 binh sĩ mỗi đội) trong tất cả các đại đội của các Trung đoàn Bộ binh số 4, 13, 14, 15 và 20 thuộc Sư đoàn Timočka.
Đầu Chiến tranh thế giới thứ nhất, các quốc gia tham chiến chỉ có những quả lựu đạn nhỏ, tương tự thiết kế của Hales và Aasen. Loại lựu đạn Besozzi của Ý có ngòi nổ năm giây với một đầu diêm, được kích hoạt bằng cách quẹt lên vòng tay của binh lính.

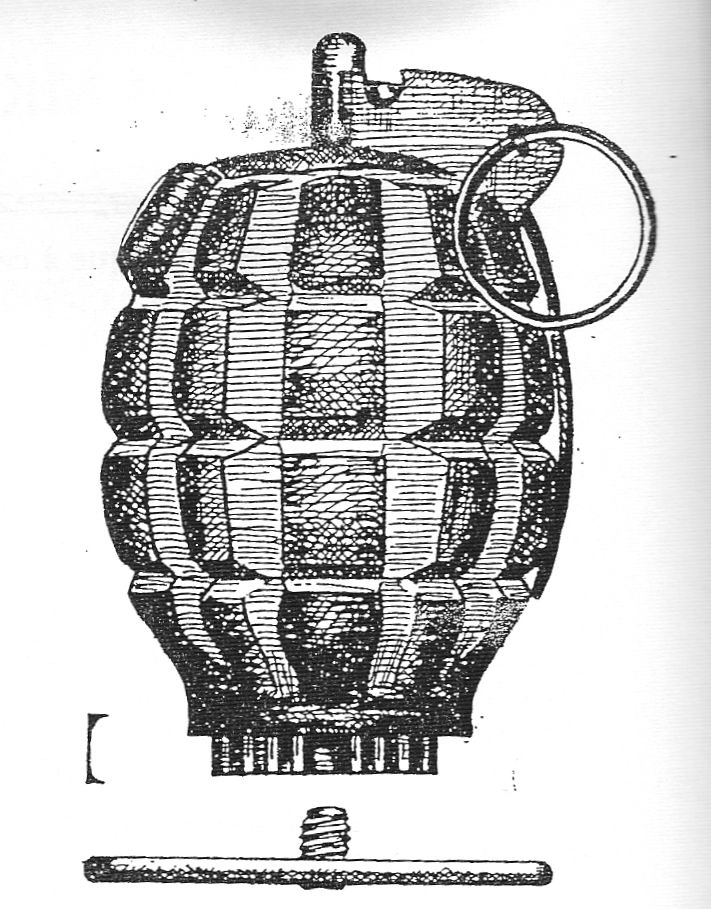
Mills bomb – lựu đạn phân mảnh hiện đại đầu tiên – được sử dụng trong chiến hào từ năm 1915.

William Mills, một nhà thiết kế lựu đạn từ Sunderland, đã đăng ký bằng sáng chế, phát triển và sản xuất "Mills bomb" tại Nhà máy Đạn dược Mills ở Birmingham, Anh vào năm 1915, được đặt tên là No.5. Nó được mô tả là loại lựu đạn "an toàn" đầu tiên. Đây là các hộp thép chứa đầy chất nổ với một chốt kích hoạt và bề mặt được khía sâu đặc trưng. Những khía này thường bị hiểu lầm là để hỗ trợ phân mảnh, nhưng ghi chú của Mills cho thấy chúng chỉ để giúp người lính dễ dàng cầm nắm. Các thiết kế phân mảnh cải tiến sau này được tạo ra với các khía bên trong, nhưng vào thời điểm đó, việc sản xuất chúng sẽ quá đắt đỏ. Các khía bên ngoài của quả lựu đạn Mills ban đầu vẫn được giữ lại vì nó mang lại bề mặt cầm nắm chắc chắn. Thiết kế "chốt và quả dứa" cơ bản này vẫn được sử dụng trong một số loại lựu đạn hiện đại.

Hệ thống ngòi chốt và cần bẩy của lựu đạn cầm tay.

 Sau Chiến tranh thế giới thứ hai, thiết kế tổng thể của lựu đạn cầm tay về cơ bản không thay đổi.  Các loại lựu đạn thời này vẫn bao gồm chốt an toàn và cần bẩy để kích nổ. Năm 2012, Spränghandgranat 07 (shgr 07, "Lựu đạn nổ 07") được công bố là một đổi mới lớn đầu tiên trong lĩnh vực lựu đạn kể từ Chiến tranh thế giới thứ nhất.

## Phân loại

### Lựu đạn phân mảnh
Lựu đạn phân mảnh là một loại vũ khí phổ biến trong quân đội, được thiết kế để tạo ra các mảnh vỡ khi phát nổ, nhằm gây sát thương trong bán kính gây chết hoặc gây thương tích. Thân lựu đạn thường được làm từ vật liệu tổng hợp cứng hoặc thép, khi kích nổ sẽ tạo ra các mảnh vỡ như mảnh thép hoặc vụn nhỏ. Trong các loại lựu đạn hiện đại, ma trận phân mảnh được chế tạo sẵn thường được sử dụng, có thể bao gồm các dạng cầu, khối, dây hoặc dây có khía. Phần lớn các loại lựu đạn nổ được thiết kế để phát nổ sau một khoảng thời gian chậm hoặc khi va chạm.
Các loại lựu đạn phân mảnh hiện đại, chẳng hạn như M67 của Hoa Kỳ, có bán kính gây thương tích khoảng 15 m (49 ft), bằng một nửa so với các mẫu lựu đạn cũ. Chúng có thể được ném xa khoảng 40 m (130 ft), với các mảnh vỡ có thể bay xa hơn 200 m (660 ft).

### Lựu đạn nổ mạnh

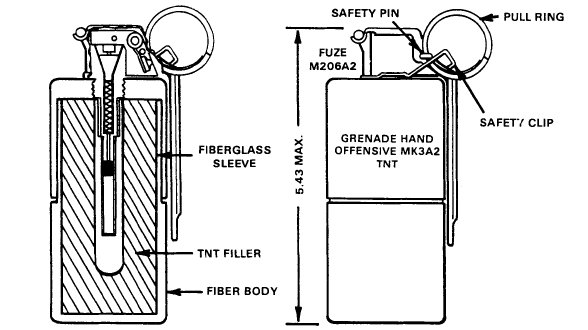
Hình vẽ của Mk3A2 lựu đạn chấn động

Những loại lựu đạn này thường được xếp vào nhóm vũ khí tấn công vì bán kính sát thương hiệu quả của chúng ngắn hơn khoảng cách ném. Sức công phá của lựu đạn này đạt hiệu quả cao hơn trong không gian kín như các công sự hoặc tòa nhà, nơi các lực lượng phòng thủ thường cố thủ. Sát thương chủ yếu được gây ra bởi hiệu ứng chấn động, thay vì các mảnh vỡ phát ra khi phát nổ. Trong trường hợp của lựu đạn Mk3A2 của Hoa Kỳ, bán kính sát thương được công bố là 2 m (6 ft 7 in) trong khu vực "mở", nhưng các mảnh vỡ và các bộ phận khác có thể văng xa tới 200 m (660 ft).
Lựu đạn chấn động cũng được sử dụng làm mìn chống ngầm quanh tàu thuyền và các mục tiêu dưới nước. Một số loại như lựu đạn Mk 40 của Mỹ được thiết kế để chống lại thợ lặn hoặc lính đặc công. Các vụ nổ dưới nước tiêu diệt hoặc vô hiệu hóa mục tiêu bằng cách tạo ra sóng xung kích gây chết người.
Năm 2016, ARDEC thông báo đang phát triển một loại lựu đạn có thể hoạt động ở cả chế độ phân mảnh và chế độ chấn động (được chọn trước khi ném), với cầu chì điện tử, được gọi là "enhanced tactical multi-purpose" (ET-MP) hand grenade.

### Lựu đạn chống tăng

Lựu đạn RPG-43 của Liên Xô với đầu nổ HEAT

Trong Thế chiến I, lựu đạn cầm tay thường được binh lính sử dụng như một biện pháp tạm thời để phòng thủ trước xe tăng của địch. Giai đoạn giữa hai cuộc chiến tranh thế giới có một số nỗ lực phát triển lựu đạn chống tăng, nhưng đến Thế chiến II, các nghiên cứu nghiêm túc mới được thực hiện. Mặc dù có sẵn các vũ khí chống tăng khác, chúng thường không phổ biến, kém hiệu quả hoặc cả hai. Lựu đạn chống tăng trở thành giải pháp tạm thời để đảm bảo mỗi đơn vị có một phương tiện cơ bản để tự vệ.
Khi các loại súng phóng lựu với đầu nổ lõm trở nên phổ biến, lựu đạn chống tăng cầm tay gần như bị loại bỏ. Tuy nhiên, chúng vẫn được sử dụng hạn chế trong chiến tranh Iraq đầu thập niên 2000 để chống lại các phương tiện MRAP bọc giáp nhẹ, vốn chỉ được thiết kế để chống lại thiết bị nổ tự chế.

### Lựu đạn cháy
Trong Thế chiến II, Anh đã sử dụng lựu đạn cháy dựa trên phốt pho trắng. Một mẫu lựu đạn, lựu đạn cháy No. 76 , chủ yếu được cung cấp cho quân đội Anh làm vũ khí chống tăng. Mẫu này được sản xuất với số lượng lớn; đến tháng 8 năm 1941, hơn 6.000.000 quả đã được chế tạo.

### Lựu đạn Sting
Lựu đạn Sting, còn được gọi là lựu đạn stingball hoặc sting ball grenade, là loại lựu đạn gây choáng dựa trên thiết kế của lựu đạn phân mảnh. Thay vì sử dụng vỏ kim loại để tạo ra các mảnh vỡ, chúng được làm từ cao su cứng và chứa khoảng 100 viên cao su hoặc nhựa. Khi phát nổ, các viên đạn này cùng với mảnh vỡ từ vỏ cao su sẽ bắn ra theo mọi hướng như những vật thể gây sát thương giảm thiểu, có thể gây dội ngược. Chúng được thiết kế nhằm tạo ra cảm giác đau rát nhanh chóng nhưng không gây thương tích nghiêm trọng. Một số loại còn có thể tạo ra hơi cay.
Tuy nhiên, lựu đạn Sting không hoàn toàn đảm bảo khả năng vô hiệu hóa đối tượng, nên chúng có thể gây nguy hiểm khi sử dụng với các mục tiêu có vũ trang. Đôi khi chúng gây ra thương tích nghiêm trọng, đặc biệt là do các mảnh vỡ từ vỏ cao su.:88 Một số trường hợp đã bị mất mắt và tay khi sử dụng lựu đạn Sting.

### Lựu đạn hóa học và khí gas
Lựu đạn hóa học và lựu đạn khí không nổ mà hoạt động bằng cách đốt cháy hoặc giải phóng khí.

### Lựu đạn huấn luyện

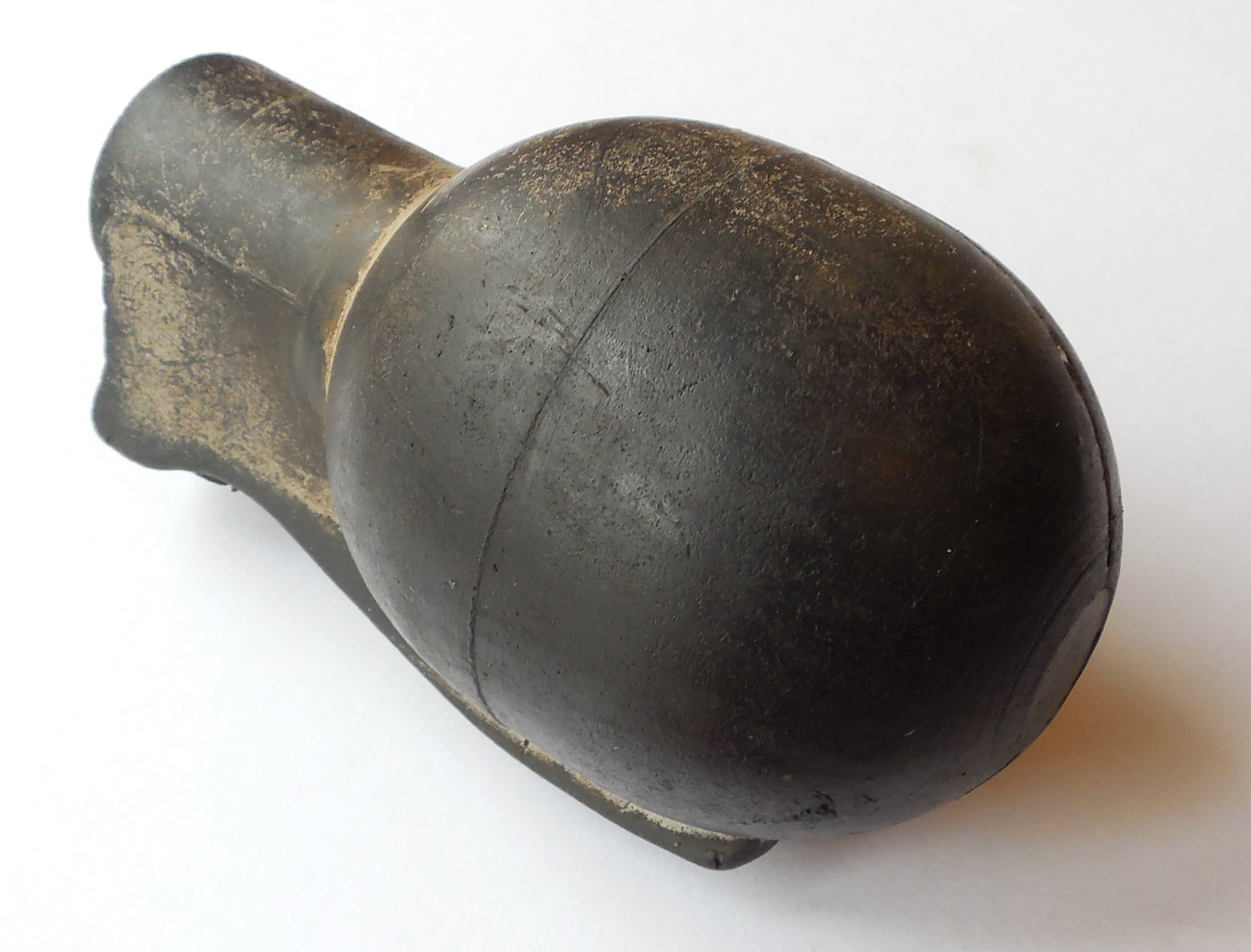
Lựu đạn huấn luyện bằng cao su cứng

Lựu đạn huấn luyện hoặc mô phỏng được thiết kế tương tự lựu đạn thật nhưng chỉ tạo ra tiếng nổ lớn và một đám khói nhỏ khi kích hoạt. Thân lựu đạn có thể tái sử dụng. Một loại khác là lựu đạn huấn luyện hoàn toàn trơ, thường được đúc thành một khối. Chúng được sử dụng để giúp binh lính làm quen với trọng lượng và hình dáng của lựu đạn thật cũng như luyện tập ném chính xác.

## Một số loại lựu đạn điển hình
- Lựu đạn F1 (Nga)
- Lựu đạn MK2
- Lựu đạn RGO

## Trong văn hóa
- Một số người du thủ, du thực quậy phá... thường đặt kèm tên của mình trước tên lựu đạn, như A. Lựu đạn, H. Lựu đạn
- Ở Nam Bộ Việt Nam, từ than "lựu đạn quá".. dùng để chỉ sự lì lợm, liều lĩnh.
- Ngoài ra, từ lóng "quăng lựu đạn" còn để chỉ về những người đang cố gắng phô trương về những gì không có thật, những kẻ "ba hoa chích chòe", hoặc những kẻ đang thể hiện quá mức khả năng thực tế của chính mình. Giới trẻ ngày nay còn hay nói câu "năng lực thì có hạn mà lựu đạn thì có thừa".